# Edia
Edia é um gênero de mariposa pertencente à família Crambidae.